# Primera División (Chile) 2007 Clausura
Die Clausura der Primera División 2007, auch unter dem Namen Campeonato Nacional Clausura Copa Banco del Estado 2007 bekannt, war die 82. Spielzeit der Primera División, der höchsten Spielklasse im Fußball in Chile. Beginn der Saison war der 21. Juli und sie endete am 23. Dezember.
Die Saison wurde wie in den Vorjahren in zwei eigenständige Halbjahresmeisterschaften, der Apertura und Clausura, unterteilt.
Die Meisterschaft gewann Titelverteidiger CSD Colo-Colo, das im Finale CD Universidad de Concepción besiegen konnte. Für den Klub war es der insgesamt 27. Meisterschaftstitel, der als Apertura-Meister schon für die Copa Libertadores 2008 qualifiziert war. Neben Colo-Colo qualifizierten sich auch das punktbeste Team der Clausura Audax Italiano und das punktbestes Team der Gesamttabelle CD Universidad Católica.
Anhand der Gesamttabelle steigen Coquimbo Unido, Santiago Wanderers und Lota Schwager ab. Über die Relegation stieg auch Deportes Puerto Montt ab.

## Modus
Die 21 Teams spielen einmalig jeder gegen jeden. Aufgegliedert in drei Gruppen à 5 sowie einer Gruppe mit sechs Teams kommt Gruppensieger in die Finalrunde. Dazu kommen die drei besten Gruppenzweiten sowie der Sieger aus dem Entscheidungsspiel zwischen dem vierten Gruppenzweiten und dem punktbesten Team, das noch nicht qualifiziert ist. Bei einem Unentschieden kommt das Team mit mehr Punkten aus der Ligaphase in die Finalrunde.
Die Finalrunde findet im K.-o.-System mit Hin- und Rückspiel statt. Sieger ist das Team mit mehr Toren in beiden Spielen. Die Auswärtstorregel findet erstmals Anwendung, bei weiterem Torgleichstand geht es ins Elfmeterschießen. Für die Copa Libertadores qualifizieren sich die beiden Meister sowie das punktbeste Team. Die Absteiger werden am Ende der Clausura anhand der Gesamttabelle aus Apertura und Clausura ermittelt. Die letzten drei Vereine steigen direkt ab, das Team auf Platz 18 spielt eine Relegationsliguilla gegen die qualifizierten Zweitligisten.

## Teilnehmer
Die Absteiger der Vorsaison Santiago Morning und Rangers de Talca wurden durch die Aufsteiger aus der Primera B Deportes Melipilla, Deportivo Ñublense und Lota Schwager ersetzt. Auch Deportes Concepción war nach dem Ausschluss im Vorjahr wieder spielberechtigt. Folgende Vereine nahmen daher an der Meisterschaft 2007 teil:
| Mannschaft                | Stadt             | Stadion                                      |
| ------------------------- | ----------------- | -------------------------------------------- |
| Audax Italiano            | Santiago de Chile | Estadio Bicentenario Municipal de La Florida |
| CD Cobreloa               | Calama            | Estadio Zorros del Desierto                  |
| CD Cobresal               | El Salvador       | Estadio El Cobre                             |
| CSD Colo-Colo             | Santiago de Chile | Estadio Monumental                           |
| Coquimbo Unido            | Coquimbo          | Estadio Francisco Sánchez Rumoroso           |
| Deportes Antofagasta      | Antofagasta       | Estadio Regional de Antofagasta              |
| Deportes Concepción       | Concepción        | Estadio Municipal de Concepción              |
| Deportes La Serena        | La Serena         | Estadio La Portada                           |
| Deportes Melipilla        | Melipilla         | Estadio Municipal Roberto Bravo Santibáñez   |
| Deportes Puerto Montt     | Puerto Montt      | Estadio Regional de Chinquihue               |
| Deportivo Ñublense        | Chillán           | Estadio Nelson Oyarzún                       |
| Everton                   | Viña del Mar      | Estadio Sausalito                            |
| CD Huachipato             | Talcahuano        | Estadio Las Higueras                         |
| Lota Schwager             | Coronel           | Estadio Municipal Federico Schwager          |
| CD O’Higgins              | Rancagua          | Estadio El Teniente                          |
| CD Palestino              | Santiago de Chile | Estadio Municipal de La Cisterna             |
| Santiago Wanderers        | Valparaíso        | Estadio Elías Figueroa Brander               |
| Universidad Católica      | Santiago de Chile | Estadio San Carlos de Apoquindo              |
| Universidad de Chile      | Santiago de Chile | Estadio Nacional de Chile                    |
| Universidad de Concepción | Concepción        | Estadio Municipal de Concepción              |
| Unión Española            | Santiago de Chile | Estadio Santa Laura                          |

## Ligaphase

### Gruppe A
| Pl. | Verein             | Sp. | S  | U | N  | Tore    | Diff. | Punkte |
| --- | ------------------ | --- | -- | - | -- | ------- | ----- | ------ |
| 1.  | CSD Colo-Colo (M)  | 20  | 11 | 6 | 3  | 040:210 | +19   | 39     |
| 2.  | CD Cobresal        | 20  | 8  | 8 | 4  | 031:230 | +8    | 32     |
| 3.  | CD Palestino       | 20  | 6  | 6 | 8  | 027:230 | +4    | 24     |
| 4.  | Deportes La Serena | 20  | 6  | 4 | 10 | 025:330 | −8    | 22     |
| 5.  | Santiago Wanderers | 20  | 4  | 5 | 11 | 015:430 | −28   | 17     |

### Gruppe B
| Pl. | Verein                    | Sp. | S  | U | N  | Tore    | Diff. | Punkte |
| --- | ------------------------- | --- | -- | - | -- | ------- | ----- | ------ |
| 1.  | Universidad de Concepción | 20  | 9  | 8 | 3  | 030:190 | +11   | 35     |
| 2.  | Universidad Católica      | 20  | 10 | 4 | 6  | 033:210 | +12   | 34     |
| 3.  | Deportes Melipilla        | 20  | 7  | 6 | 7  | 032:340 | −2    | 27     |
| 4.  | Deportes Concepción       | 20  | 7  | 4 | 9  | 030:410 | −11   | 25     |
| 5.  | Unión Española            | 20  | 4  | 5 | 11 | 026:360 | −10   | 17     |

### Gruppe C
| Pl. | Verein                | Sp. | S  | U | N  | Tore    | Diff. | Punkte |
| --- | --------------------- | --- | -- | - | -- | ------- | ----- | ------ |
| 1.  | Audax Italiano        | 20  | 14 | 5 | 1  | 047:200 | +27   | 47     |
| 2.  | Universidad de Chile  | 20  | 13 | 6 | 1  | 042:210 | +21   | 45     |
| 3.  | CD Cobreloa           | 20  | 8  | 7 | 5  | 035:290 | +6    | 31     |
| 4.  | Deportes Puerto Montt | 20  | 5  | 6 | 9  | 018:220 | −4    | 21     |
| 5.  | Everton               | 20  | 3  | 4 | 13 | 020:360 | −16   | 13     |

### Gruppe D
| Pl.                                | Verein               | Sp. | S | U | N  | Tore    | Diff. | Punkte |
| ---------------------------------- | -------------------- | --- | - | - | -- | ------- | ----- | ------ |
| 1.                                 | CD O’Higgins         | 20  | 9 | 7 | 4  | 028:230 | +5    | 34     |
| 2.                                 | Deportivo Ñublense   | 20  | 7 | 5 | 8  | 032:380 | −6    | 26     |
| 3.                                 | Deportes Antofagasta | 20  | 6 | 7 | 7  | 022:210 | +1    | 25     |
| 4.                                 | CD Huachipato        | 20  | 7 | 4 | 9  | 030:360 | −6    | 25     |
| 5.                                 | Lota Schwager        | 20  | 4 | 7 | 9  | 022:280 | −6    | 19     |
| 6.                                 | Coquimbo Unido       | 20  | 4 | 1 | 15 | 018:370 | −19   | 13     |
| Quelle: rsssf.org, Stand: Endstand |                      |     |   |   |    |         |       |        |

| (M) | Vorjahresmeister |

## Entscheidungsspiel um die Teilnahme zur Finalrunde
|             | Ergebnis |                    |
| ----------- | -------- | ------------------ |
| CD Cobreloa | 3:1      | Deportivo Ñublense |

Damit qualifiziert sich CD Cobreloa für die Finalrunde.

## Finalrunde

### Viertelfinale
|                         | Gesamt    |                              | Hinspiel | Rückspiel |
| ----------------------- | --------- | ---------------------------- | -------- | --------- |
| CD Universidad Católica | (a)5:5(a) | CD Universidad de Concepción | 5:3      | 0:2       |
| CD O’Higgins            | 1:6       | CSD Colo-Colo                | 0:5      | 1:1       |
| CD Cobresal             | 3:6       | Universidad de Chile         | 2:4      | 1:2       |
| CD Cobreloa             | 2:3       | Audax Italiano               | 2:2      | 0:1       |

### Halbfinale
|                              | Gesamt |                      | Hinspiel | Rückspiel |
| ---------------------------- | ------ | -------------------- | -------- | --------- |
| CSD Colo-Colo                | 3:0    | Universidad de Chile | 2:0      | 1:0       |
| CD Universidad de Concepción | 5:4    | Audax Italiano       | 2:3      | 3:1       |

### Finale
Das Hinspiel fand am 20., das Rückspiel am 23. Dezember statt.
|                              | Gesamt |               | Hinspiel | Rückspiel |
| ---------------------------- | ------ | ------------- | -------- | --------- |
| CD Universidad de Concepción | 0:4    | CSD Colo-Colo | 0:1      | 0:3       |

Mit dem Erfolg gewann CSD Colo-Colo seinen 27. Meisterschaftstitel.

## Beste Torschützen
| Rang | Spieler           | Klub                    | Tore |
| ---- | ----------------- | ----------------------- | ---- |
| 1    | Carlos Villanueva | Audax Italiano          | 20   |
| 2    | Pedro Morales     | CF Universidad de Chile | 13   |
|      | Manuel Villalobos | Deportivo Ñublense      | 13   |
| 4    | Gabriel Vargas    | CD Cobresal             | 12   |
|      | Cristián Canío    | CD Cobreloa             | 12   |
| 6    | Gonzalo Fierro    | CSD Colo-Colo           | 11   |
|      | Esteban Fuertes   | CD Universidad Católica | 11   |
| 8    | Jaime Riveros     | CD Huachipato           | 10   |

## Gesamttabelle
Für die Gesamttabelle werden die Ergebnisse der Ligaphase der Apertura und der Clausura addiert. Das punktbeste Team qualifiziert sich neben den beiden Meistern für die Copa Libertadores. Ist dieses bereits als Meister qualifiziert, rückt das nächste Team nach. Die letzten drei Teams steigen direkt ab, der Viertletzte spielt in der Relegationsliguilla.
| Pl. | Verein                    | Sp. | S  | U  | N  | Tore    | Diff. | Punkte |
| --- | ------------------------- | --- | -- | -- | -- | ------- | ----- | ------ |
| 1.  | Audax Italiano            | 40  | 27 | 10 | 3  | 086:400 | +46   | 91     |
| 2.  | CSD Colo-Colo (M)         | 40  | 25 | 11 | 4  | 087:370 | +50   | 86     |
| 3.  | Universidad Católica      | 40  | 24 | 8  | 8  | 069:350 | +34   | 80     |
| 4.  | Universidad de Chile      | 40  | 19 | 13 | 8  | 062:420 | +20   | 70     |
| 5.  | CD Cobreloa               | 40  | 18 | 12 | 10 | 079:520 | +27   | 66     |
| 6.  | CD Huachipato             | 40  | 19 | 8  | 13 | 065:570 | +8    | 65     |
| 7.  | CD Cobresal               | 40  | 17 | 13 | 10 | 062:440 | +18   | 64     |
| 8.  | CD O’Higgins              | 40  | 17 | 10 | 13 | 058:610 | −3    | 61     |
| 9.  | Deportivo Ñublense (N)    | 40  | 15 | 13 | 12 | 063:690 | −6    | 58     |
| 10. | Deportes Melipilla (N)    | 40  | 15 | 10 | 15 | 067:680 | −1    | 55     |
| 11. | Universidad de Concepción | 40  | 13 | 13 | 14 | 055:520 | +3    | 52     |
| 12. | CD Palestino              | 40  | 12 | 13 | 15 | 054:530 | +1    | 49     |
| 13. | Deportes La Serena        | 40  | 13 | 9  | 18 | 056:630 | −7    | 48     |
| 14. | Deportes Concepción       | 40  | 13 | 9  | 18 | 050:750 | −25   | 48     |
| 15. | Deportes Antofagasta      | 40  | 11 | 14 | 15 | 046:550 | −9    | 47     |
| 16. | Unión Española            | 40  | 12 | 9  | 19 | 055:610 | −6    | 45     |
| 17. | Everton                   | 40  | 9  | 12 | 19 | 044:630 | −19   | 39     |
| 18. | Deportes Puerto Montt     | 40  | 9  | 8  | 23 | 037:620 | −25   | 35     |
| 19. | Lota Schwager (N)         | 40  | 6  | 13 | 21 | 050:800 | −30   | 31     |
| 20. | Santiago Wanderers (a)    | 40  | 8  | 9  | 23 | 039:760 | −37   | 30     |
| 21. | Coquimbo Unido            | 40  | 8  | 3  | 29 | 036:770 | −41   | 27     |

## Relegationsliguilla
| Pl. | Verein                    | Sp. | S | U | N | Tore    | Diff. | Punkte |
| --- | ------------------------- | --- | - | - | - | ------- | ----- | ------ |
| 1.  | Santiago Morning (2)      | 4   | 2 | 1 | 1 | 004:300 | +1    | 07     |
| 2.  | Deportes Puerto Montt (1) | 4   | 2 | 0 | 2 | 009:900 | ±0    | 06     |
| 3.  | Deportes Copiapó (2)      | 4   | 1 | 1 | 2 | 006:700 | −1    | 04     |

Damit steigt Santiago Morning in die Primera División auf, während Deportes Puerto Montt in die Primera B absteigt.